# Božidar Zorko
Božidar Zorko, slovenski politik, * 11. oktober 1952.
Med  15. decembrom 2000 in 11. aprilom 2002 je bil državni sekretar Republike Slovenije na Ministrstvu za kulturo Republike Slovenije.